# Chapuisia dilaticornis
Chapuisia dilaticornis es un coleóptero de la familia Chrysomelidae. Fue descrita científicamente en 1906 por Jacoby.